# ألبرت كاشينج ريد
ألبرت كاشينج ريد (بالإنجليزية: Albert Cushing Read) هو ضابط وطيار أمريكي، ولد في 29 مارس 1887 في لايم في الولايات المتحدة، وتوفي في 10 أكتوبر 1967 في فلوريدا في الولايات المتحدة.